# Mega Man: The Wily Wars
Mega Man: The Wily Wars, conosciuto in Giappone come Rockman Mega World (ロックマンメガワールド?, Rokkuman Mega Wārudo), è un videogioco a piattaforme pubblicato nel 1994 da Capcom per Sega Mega Drive. Appartenente alla serie Mega Man, il titolo è composto dalla raccolta dei primi tre giochi della serie, a cui si aggiunge una nuova modalità, denominata Wily Tower, basata su Il viaggio in Occidente. Negli Stati Uniti d'America il titolo è stato distribuito esclusivamente tramite Sega Channel.

## Trama
Stanco dei ripetuti successi di Mega Man, il Dr. Wily costruisce una macchina del tempo per affrontarlo nuovamente e provare a sconfiggerlo.

## Modalità di gioco
Le versioni di Mega Man, Mega Man 2 e Mega Man 3 presenti in Mega Man: The Wily Wars differiscono leggermente dai titoli originali pubblicati per Nintendo Entertainment System.
In Wily Tower, ottenibile dopo aver completato i tre giochi, Mega Man può utilizzare le armi e gli strumenti dei videogiochi precedenti.